# Южный вокзал (Пекин)
Пекинский южный вокзал (кит. упр. 北京南站, пиньинь Běijīng Nán Zhàn, палл. Бэйцзин Нань чжань) — крупный вокзал в южной части столицы Китая, обслуживающий железнодорожную станцию Пекин-Южный.

## История
Вокзал открыт 1 августа 2008 года. Новый вокзал построен на месте станции, известной ранее как Мацзяпу и позже известной как Юндинмэнь (до 1988 года). Вокзал является вторым по величине в Азии после Shanghai Hongqiao Railway Station  и вместе с Пекинским вокзалом и Западным вокзалом является одним из трёх основных транспортных узлов столицы Китая. Вокзал обслуживает высокоскоростные поезда, включая скоростную дорогу Пекин—Тяньцзинь, которые достигают скорости в 350 км/ч.

## Расположение
Южный пекинский вокзал обслуживается 4-й линией пекинского метрополитена. Также можно добраться на автобусе (маршруты 300 и 458) и на такси. Вокзал расположен примерно в 7,5 км к югу от центра города, между второй и третьей кольцевыми дорогами.

## Галерея

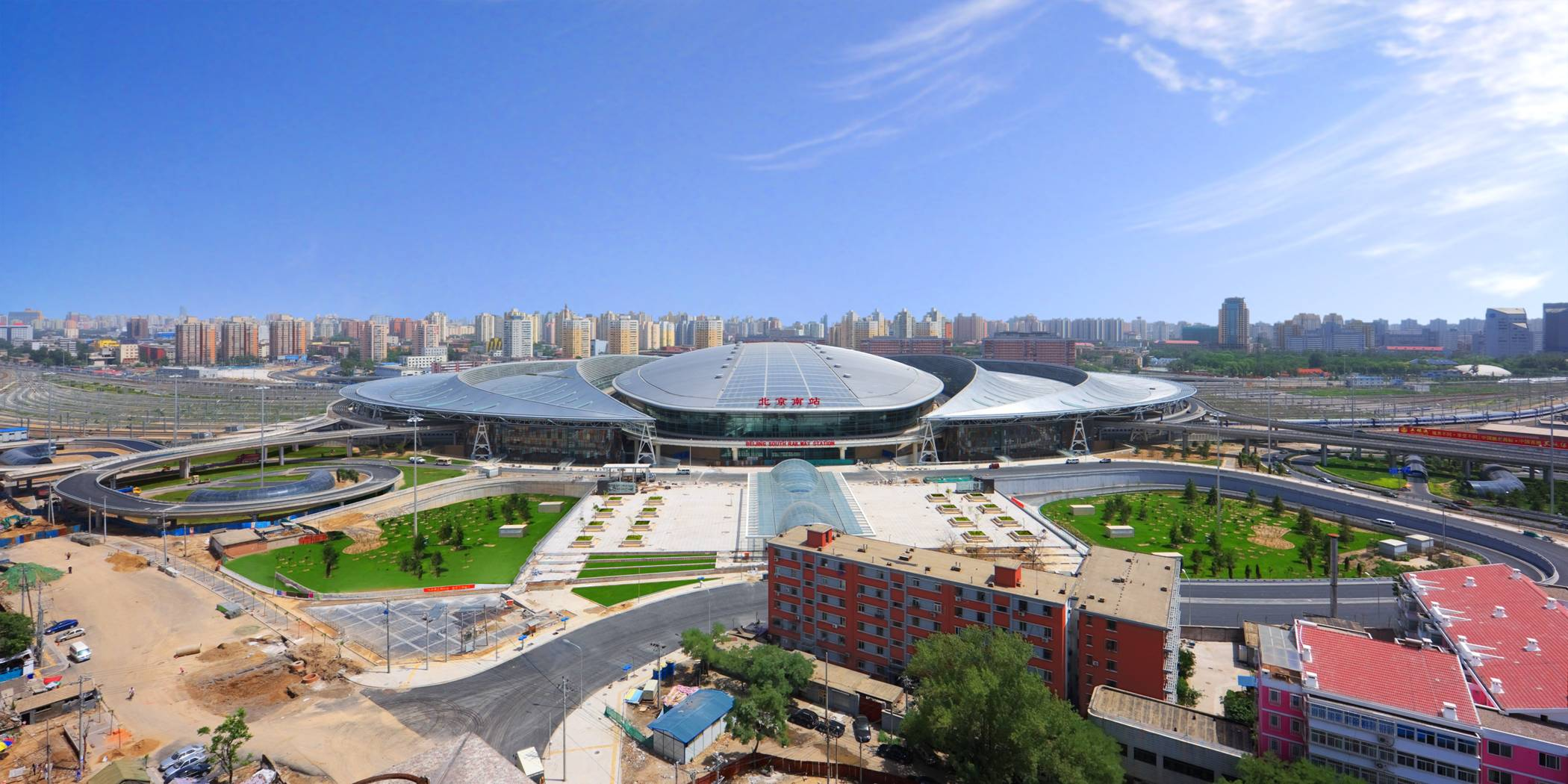
Южный пекинский вокзал
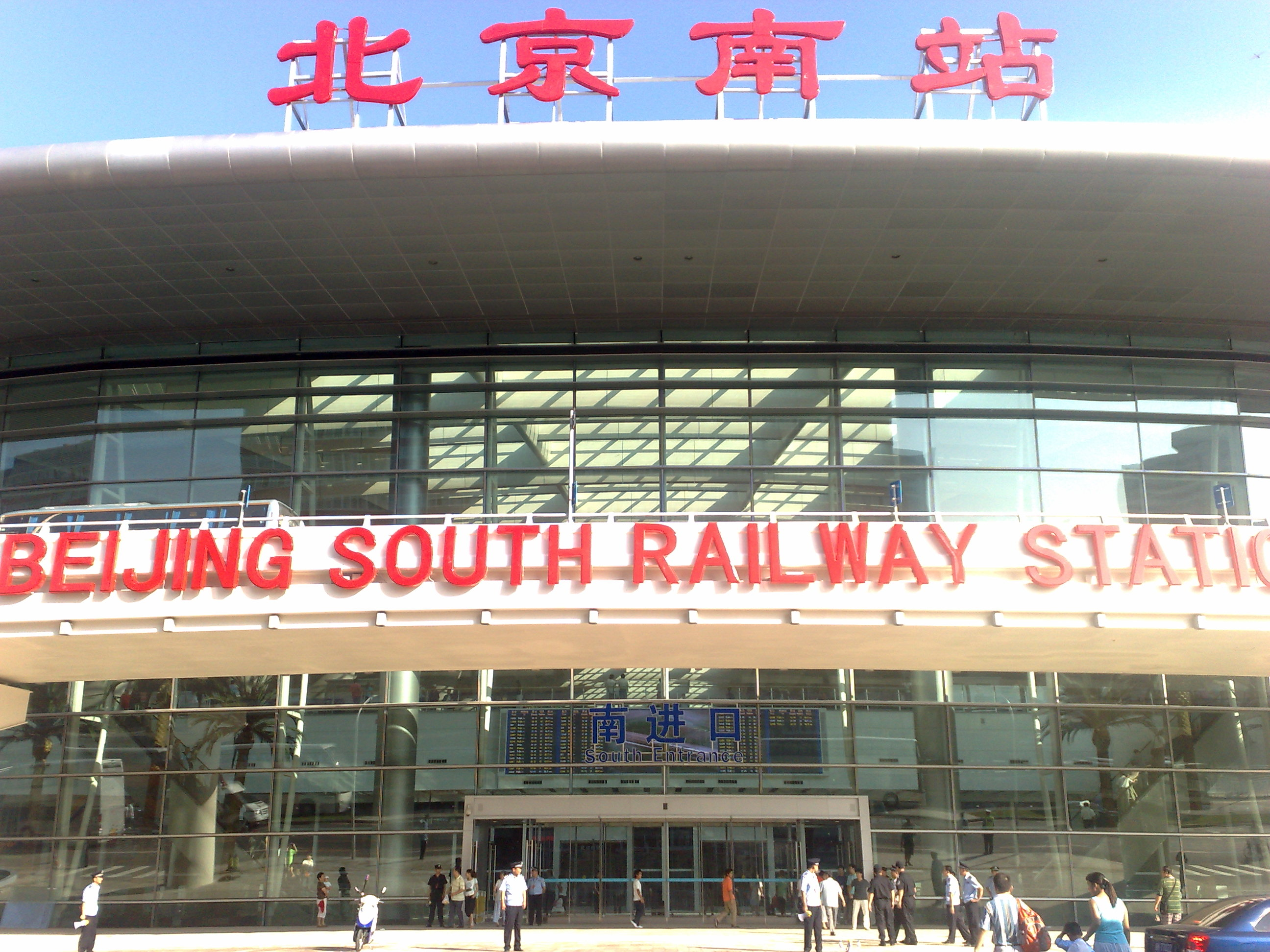
Южный вход(снаружи)
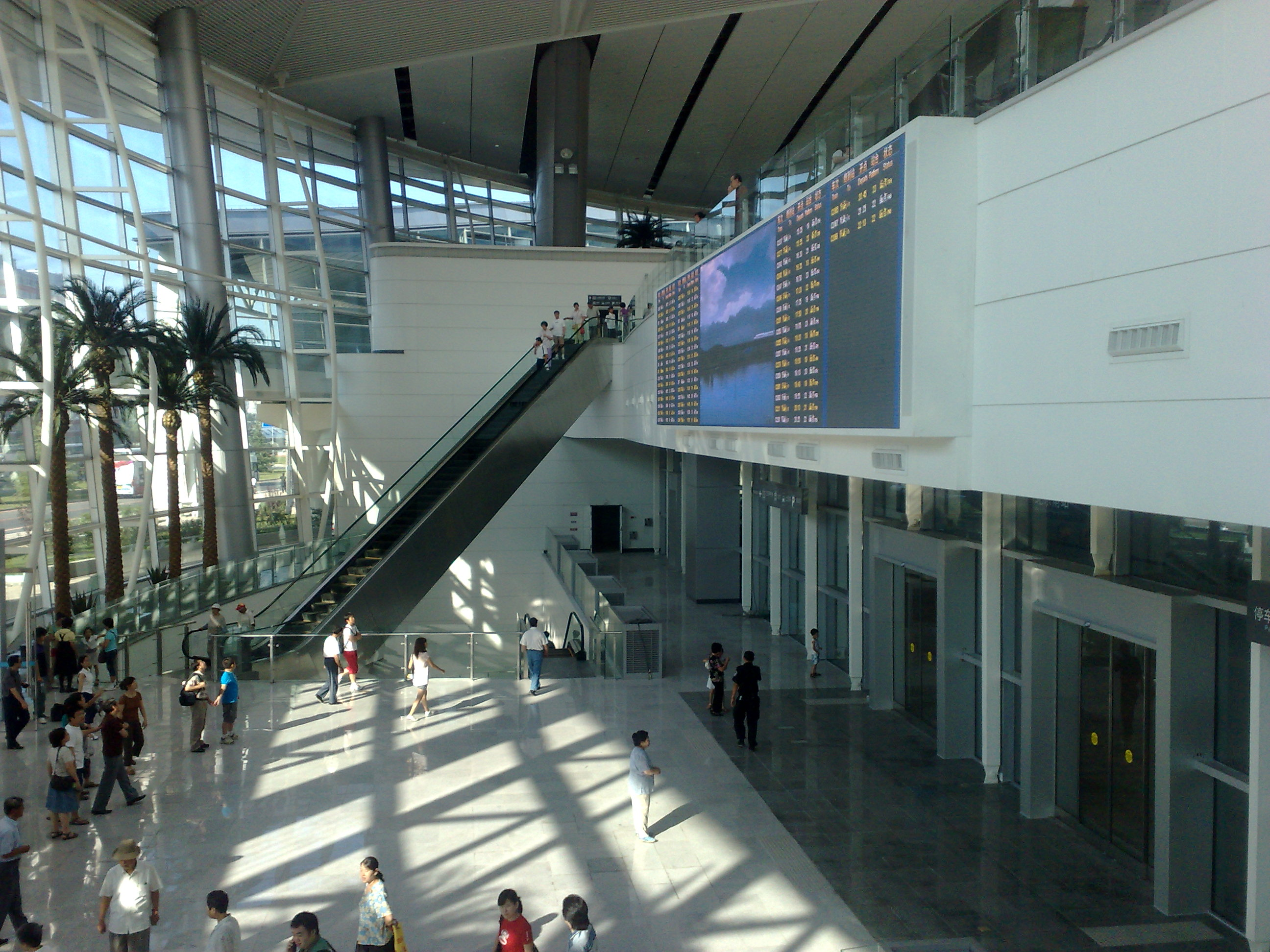
Южный вход(изнутри)
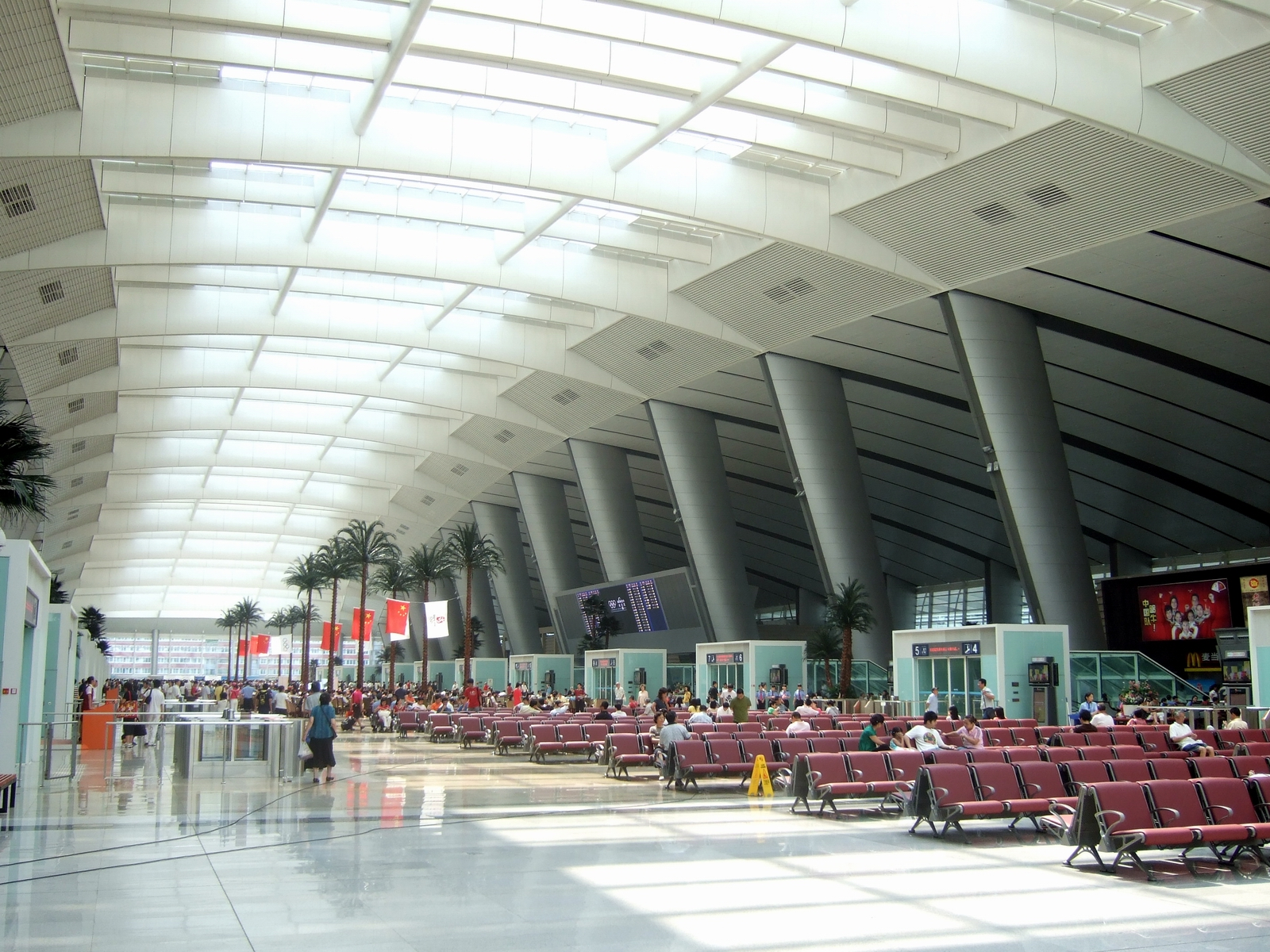
Зал ожидания
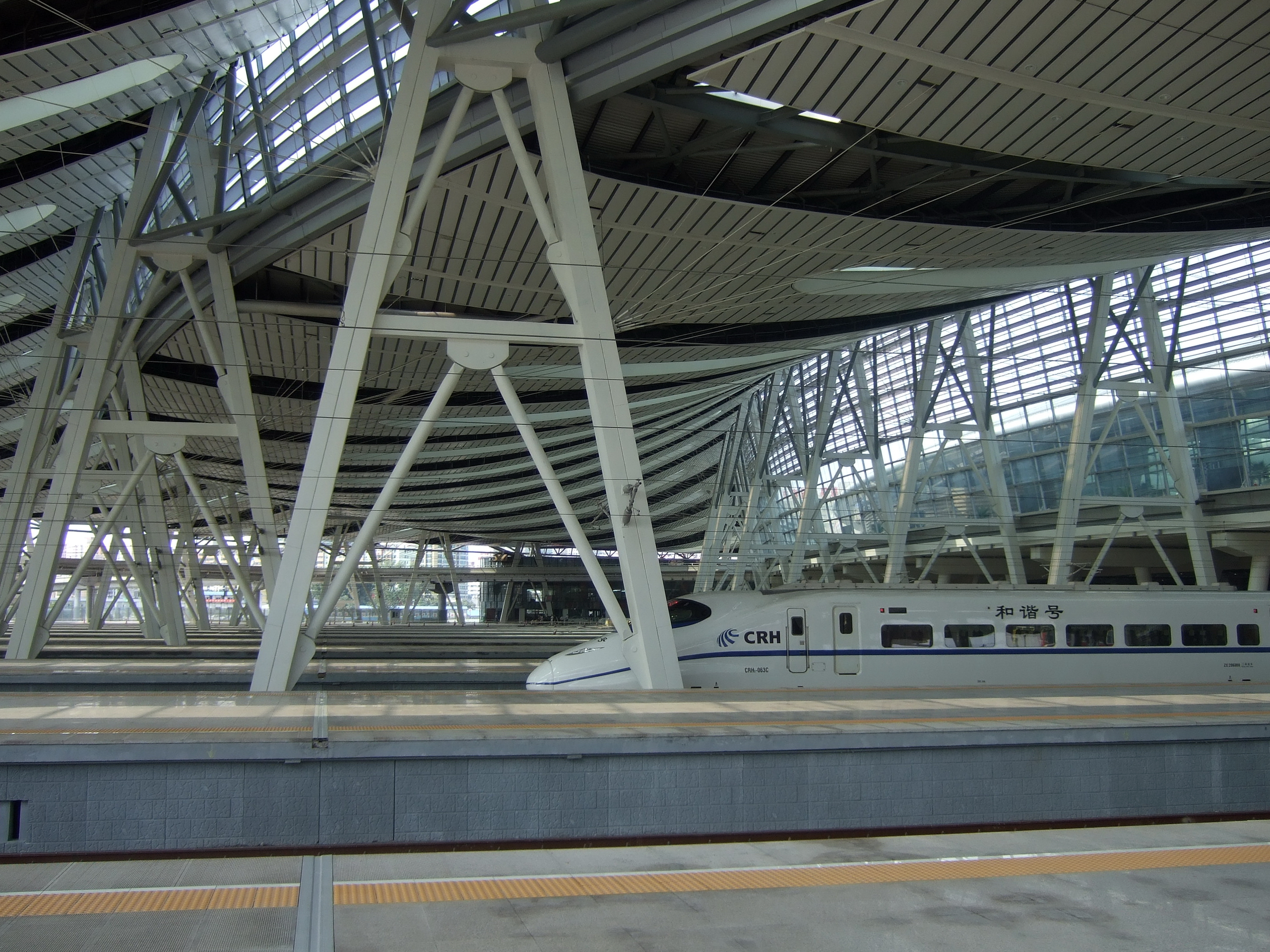
Высокоскоростной поезд
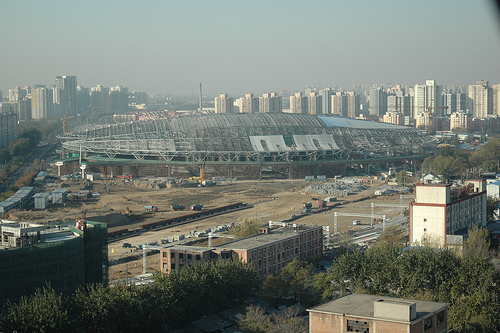
Южный пекинский вокзал 10 ноября 2007